# Schwarzweißfilm

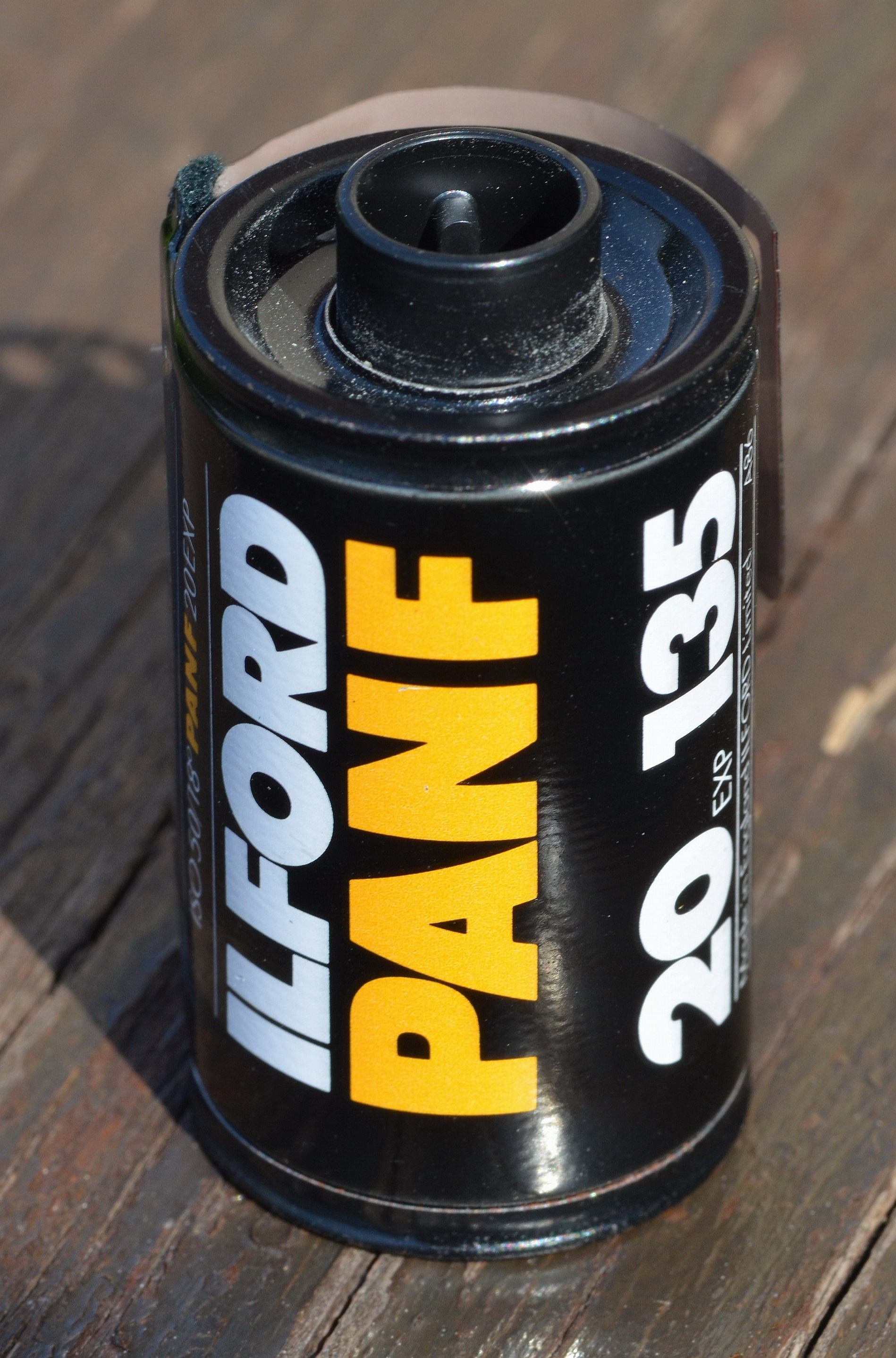
Ilford PAN F, Kleinbild-Schwarzweißfilm

Schwarzweißfilm, auch Schwarz-Weiß-Film geschrieben, bezeichnet ein Filmmaterial, das für die Fotografie und für Filme verwendet wird, dabei werden die natürlichen Farben in Grautönen von Schwarz bis Weiß wiedergegeben. Schwarzweißfilm war das erste verfügbare Filmmaterial, lange bevor der technisch komplexere Farbfilm entwickelt wurde. Obwohl sich in den 1970er Jahren die Farbfotografie durchsetzte, findet die Schwarzweißfotografie in speziellen Nischen, beispielsweise künstlerische Effekte, noch Verwendung. Auch in der Filmwirtschaft wurde der klassische Schwarzweißfilm bis auf wenige Ausnahmen verdrängt.

## Material

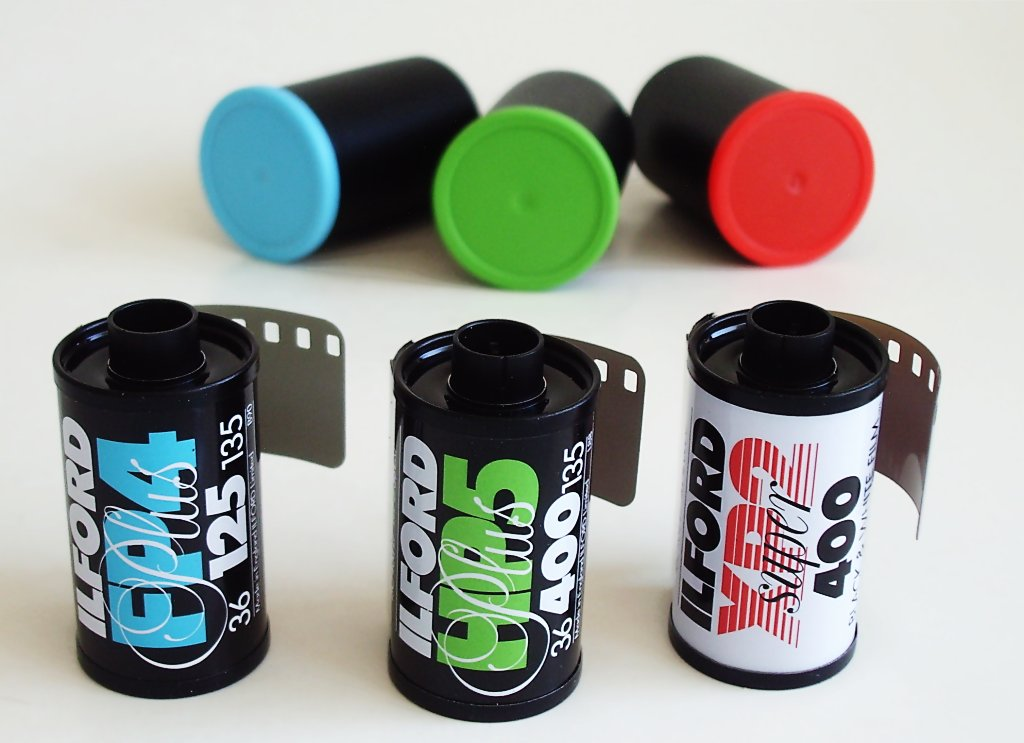
Schwarzweißfilme mit Aufbewahrungspatronen

Als Filmmaterial besteht der Schwarzweißfilm zum Fotografieren von Bildern aus einer lichtempfindlichen Schicht (Fotoemulsion) von Silberhalogeniden in Gelatine, aufgebracht auf ein Trägermaterial. Der Schwarzweißfilm im klassischen Sinne (nicht gemeint ist hiermit ein chromogener Film) enthält im fertigen Bild (meist als Negativ) mikrofeines Silber. Es entsteht ein Bild aus verschiedenen Grautönen. Das Material ist für Schwarzweißfotografie und für Filmkameras (als  Kinefilm) im Angebot.
Schwarzweißfilme sind in vielen Fällen nicht unbunt, sondern auf unterschiedliche Weise eingefärbt. So kann zum einen das Trägermaterial oder die Gelatineschicht eine Grundfarbe haben, zum anderen kann durch Nachbehandlung oder die Art der Entwicklung eine Umfärbung des Silberbildes auftreten. So nehmen mit Kupferverstärker behandelte unterbelichtete Filme einen rotbraunen Farbton an.
Ein Schwarzweißfilm besteht im Allgemeinen aus drei Schichten:
1. Lichtempfindliche Schicht, bestehend aus einer retuschierbaren Gelatine-Schutzschicht und eine Fotoemulsion von lichtempfindlichen Silberhalogeniden und Gelatine, das hauchdünn auf dem Schichtträger verteilt wird. Die Emulsion stellt die lichtempfindliche Schicht dar.
2. Schichtträger, bestehend aus Kunststoff, auch Filmunterlage genannt. Zu Beginn der Filmherstellung bestand das Trägermaterial aus sehr feuergefährlicher Nitrozellulose.
3. Lichthofschutzschicht; diese ist eine gefärbte Gelatine-Rückschicht (bei Roll- und Planfilmen), Kleinbildfilme dagegen haben keine besondere Schutzschicht, sondern gefärbten Schichtträger, der Überstrahlung mindert.

## Verarbeitung

### Entwicklung
Unter dem Entwickeln eines Filmes versteht man das Sichtbarmachen des latenten Bildes, welches durch die erfolgte Belichtung in der lichtempfindlichen Fotoemulsion des Films vorhanden ist. Im Allgemeinen meint man mit Entwicklung die chemische Entwicklung der gebildeten Entwicklungskeime. Dieser Effekt verstärkt das latente Bild etwa um den Faktor 100 Millionen. Erst dadurch ist Fotografie mit kurzen Belichtungszeiten möglich geworden.
Der Entwickler selbst ist eine Kombination verschiedener Bestandteile in einem genau abgestimmten Verhältnis zueinander, die verschiedene Aufgaben und Funktionen haben.

#### Entwicklersubstanz (Reduktionsmittel)
Diese reduziert die Silberionen in den belichteten Kristallen zu Silberatomen. Es kommt zu einer sichtbaren Schwärzung.
reduzierende ChemikalienHydrochinon, Metol, Ascorbinsäure, Brenzkatechin, Glycin, Paraphenylendiamin, Paraminophenol
WirkungBeim Entwicklungsvorgang werden, grob formuliert, Silberionen zu Silberatomen reduziert. Dieser Vorgang passiert an bevorzugten Stellen im Kristall, den bei der Belichtung gebildeten Entwicklungskeimen. Somit entstehen im Laufe der Filmentwicklung kleine Silberkornagglomerate, die schließlich mikroskopisch sichtbar sind. Ihre unterschiedlichen Dichten innerhalb der lichtempfindlichen Schicht führen zu den visuell wahrgenommenen Grautönen. Die Entwicklersubstanz selbst wird bei diesem Vorgang oxidiert.

#### Auslösende oder beschleunigende Substanz (Entwickleralkali)
Das Alkali neutralisiert die während der Entwicklung freiwerdenden Protonen. Jede Entwicklungssubstanz arbeitet erst von einem bestimmten pH-Wert an. Die Wahl des Alkalis richtet sich daher nach der Entwicklungssubstanz. Je stärker das Alkali, desto schneller, kräftiger, aber auch grobkörniger arbeitet der Entwickler.
Verwendete basische ChemikalienKaliumhydroxid ({\displaystyle \mathrm {KOH} }), Natriumhydroxid ({\displaystyle \mathrm {NaOH} }), Natriumkarbonat/Soda ({\displaystyle \mathrm {Na_{2}CO_{3}} }), Kaliumcarbonat/Pottasche ({\displaystyle \mathrm {K_{2}CO_{3}} }), Borax
WirkungDas Alkali erzeugt in der Lösung einen Überschuss an Hydroxidionen ({\displaystyle \mathrm {OH^{-}} }). Diese neutralisieren die aus der Oxidation des Entwicklers entstandenen Protonen ({\displaystyle \mathrm {H^{+}} }).

#### Schutzsubstanz oder Konservierungsmittel
Die Schutzsubstanz soll die Autoxidation des Entwicklers mit dem Sauerstoff verhindern, ohne Schutzsubstanz wäre der Entwickler rasch unbrauchbar.
stabilisierende ChemikalienNatriumsulfit ({\displaystyle \mathrm {Na_{2}SO_{3}} }), Kaliumdisulfit ({\displaystyle \mathrm {K_{2}S_{2}O_{5}} })
WirkungNatriumsulfit kann in Lösung leicht mit dem gelösten Sauerstoff zu Natriumsulfat oxidieren, doch tun dies die Entwicklersubstanzen noch viel schneller. Die schützende Wirkung des Sulfits beruht auf der Bildung stabiler Sulfonsäuren mit den Entwicklersubstanzen, sodass diese nicht vom Sauerstoff weiter oxidiert werden können.

#### Verzögerungs- oder Antischleiersubstanz (Klarhalter)
Ohne Verzögerungsmittel würde der Entwicklungsvorgang zu schnell und ungeregelt ablaufen. Das Antischleiermittel soll die Entwicklung der unbelichteten Kristalle verhindern, da sich auch an den unbelichteten Stellen ein sogenannter Entwicklungsschleier (Grauschleier) bildet.
Verwendete verlangsamende ChemikalienKaliumbromid ({\displaystyle \mathrm {KBr} }), Kaliumiodid ({\displaystyle \mathrm {KI} })
WirkungDas Kaliumbromid dissoziiert in einer wässrigen Lösung in Kaliumionen ({\displaystyle \mathrm {K^{+}} }) und Bromidionen ({\displaystyle \mathrm {Br^{-}} }). Die Bromidionen wirken der Entwicklung entgegen, da sie dem Massenwirkungsgesetz der Chemie entsprechend die Konzentration der Silberionen in der Lösung zurückdrängen. Allgemein wirken die Bromidionen verlangsamend auf den Entwicklungsprozess, da sie die negative Ladung um das Halogensilberkorn verstärken und so kommen die Entwicklerionen schwerer an die Entwicklungskeime.

### Stoppbad oder Unterbrecherbad
Nach Ablauf der Entwicklung soll der Entwicklungsvorgang unterbrochen werden. Weil die Aktivität eines Entwicklers von dem Milieu seines Alkalis abhängt, kann sofortige Unterbrechung durch ein saures Bad gewährleistet werden. Außerdem verhindert das Stoppbad, dass Reste des (alkalischen) Entwicklers den pH-Wert des Fixierbades erhöhen und verlängert so dessen Haltbarkeit.
Geeignet ist z. B. Essigsäure in 2%iger Lösung, diese neutralisiert die alkalischen Entwicklerreste. Aufgrund der von Essigsäure ausgehende Gefahren (Ausbildung einer Essigallergie, Verätzungen bei Hautkontakt, Lungenschäden beim Einatmen von Dämpfen, gesundheitsschädlichen Emissionen) wird zunehmend Zitronensäure eingesetzt. Bei Einsatz eines sauren Fixierbades kann prinzipiell auf das Stoppbad verzichtet werden.

### Fixierbad
Das fotografische Material wird mit diesem Vorgang lichtfest gemacht. Schließlich sollen die Negative einmal vergrößert werden. Dazu müssen die unbelichteten und immer noch lichtempfindlichen Silberhalogenide entfernt werden. Für Normalfixierbäder nimmt man Natriumthiosulfat, für Schnellfixierbäder das Ammoniumthiosulfat. Der Fixierprozess ist allerdings kein Lösungsvorgang, vielmehr reagiert das Thiosulfat mit dem Silberhalogenid zunächst zu unlöslichem Silberthiosulfat, welches dann schrittweise in einen löslichen Komplex übergeht:
{\displaystyle (\mathrm {S} _{2}\mathrm {O} _{3})^{2-}+2\,\mathrm {Ag} ^{+}\longrightarrow \mathrm {Ag} _{2}\mathrm {S} _{2}\mathrm {O} _{3}}
{\displaystyle \mathrm {Ag} _{2}\mathrm {S} _{2}\mathrm {O} _{3}+(\mathrm {S} _{2}\mathrm {O} _{3})^{2-}\longrightarrow 2\,\mathrm {Ag} (\mathrm {S} _{2}\mathrm {O} _{3})^{-}}
{\displaystyle \mathrm {Ag} (\mathrm {S} _{2}\mathrm {O} _{3})^{-}+(\mathrm {S} _{2}\mathrm {O} _{3})^{2-}\longrightarrow \mathrm {Ag} (\mathrm {S} _{2}\mathrm {O} _{3})_{2}^{3-}}
Wird der Fixierprozess vorzeitig abgebrochen oder wird die Schicht im Fixierbad nicht bewegt, so bleibt der Vorgang auf einem Zwischenschritt stehen. Fixierbäder sind zum Schutz gegen Schleierbildung, zur endgültigen Neutralisierung des Entwicklers und auch zur Entfärbung des Schichtträgers mit Natriumhydrogensulfit ({\displaystyle \mathrm {NaHSO_{3}} }) oder Kaliumdisulfit ({\displaystyle \mathrm {K_{2}S_{2}O_{2}} }) angesäuert.
Wird Säure in das Fixierbad verschleppt kommt es, je nach Fixierbad, zur Emission von Schwefeldioxid und Ammoniak. Zum Schutz vor Gesundheitsbeeinträchtigungen sollte die Verschleppung des Stoppbades in den Fixierer vermieden und auf ausreichende Belüftung geachtet werden.

## Chromogener Schwarzweißfilm

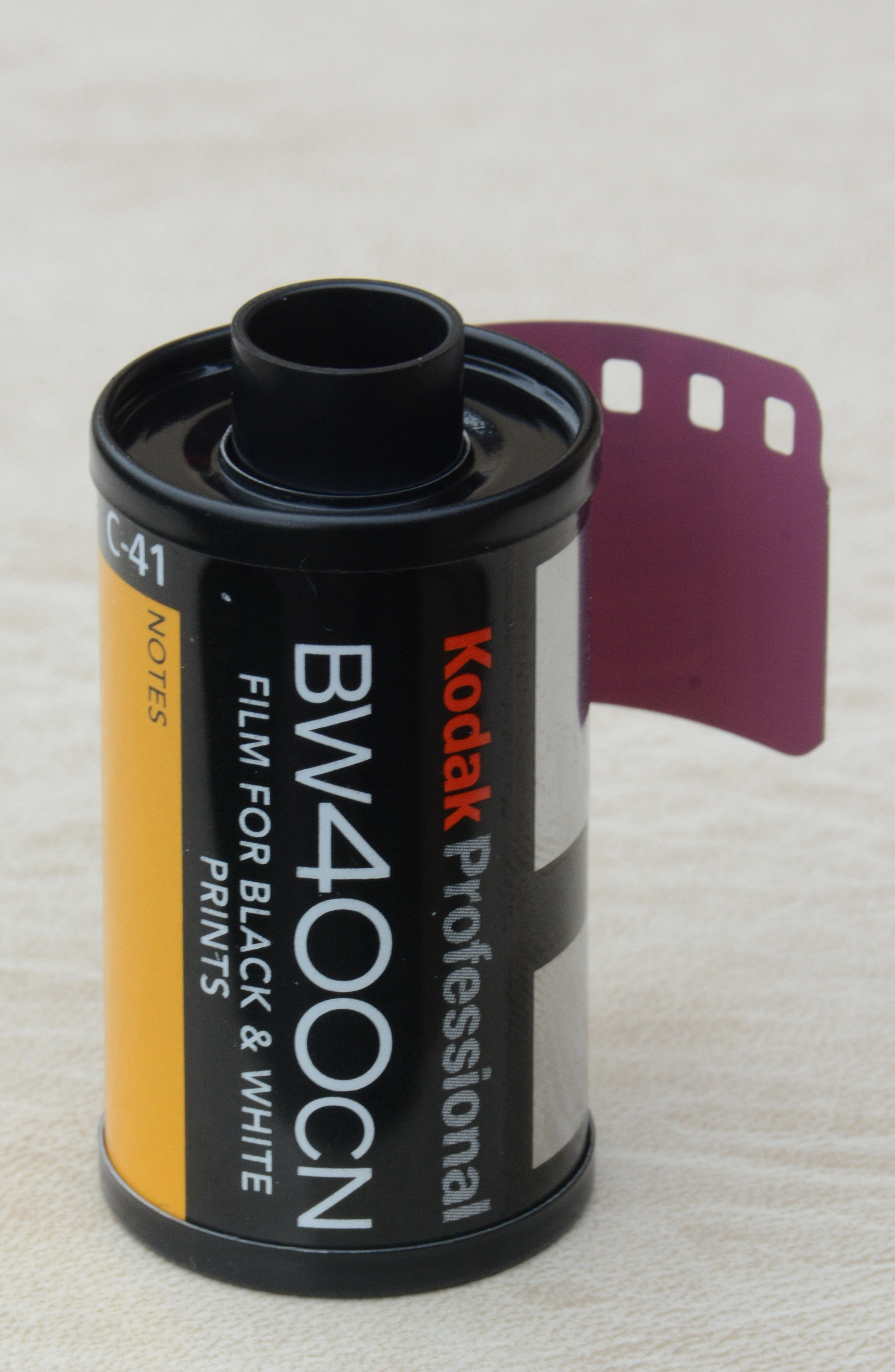
Ebenso nach dem C-41-Prozess zu entwickeln: der Schwarzweißfilm Kodak Professional BW400CN

Bereits 1980 brachte der englische Hersteller Ilford mit dem XP1 den ersten chromogenen Schwarzweißfilm auf den Markt. Aufgrund ihrer prinzipiellen photochemischen Ähnlichkeit mit regulären Farbnegativ-Filmen lassen sich chromogene SW-Filme zuverlässig in jedem Minilab der Welt mit dem Standard-C-41-Prozess entwickeln – damit ist eine enorme Vereinfachung und Verkürzung auf dem langen analogen Weg zum fertigen Bild verbunden, was heute in der schnellen aktuellen Digitalfotografie kaum noch nachempfunden werden kann.
Dem Vorteil der großen Belichtungstoleranz dieses Filmtyps steht der Nachteil einer standardisierten Filmentwicklung gegenüber, die keine individuellen Entwicklungsvarianten mit ihren speziellen Einflussmöglichkeiten zulässt. Wie ein Farbnegativ-Film enthält der Film nach der Laborverarbeitung ein reines, feinkörniges Farbstoffbild, das in der Entwicklung entstandene Silberbild wird entfernt.
Verarbeitung im C-41-Prozess
Entwicklung
- Reduktion des Silbers: {\displaystyle \mathrm {Ag^{+}+e^{-}\longrightarrow Ag} }
- Der Entwickler wird dabei oxidiert; es bildet sich ein Entwickler-Oxidationsprodukt.
- Das Entwickler-Oxidationsprodukt reagiert mit den Farbkupplern zu Farbstoffen (Yellow, Magenta, Cyan) zu je gleichen Anteilen (50 % Yellow + Magenta + Cyan = Grauwert; 100 % Yellow + Magenta + Cyan = Schwarz).

Bleichbad
Das Silber wird im Bleichbad wieder in eine Silberhalogenidverbindung überführt.
Fixierbad
Die Silbersalzverbindung wird nun wasserlöslich gemacht und herausgewaschen.

## Schwarzweißfilm (Kino- und Fernsehfilm)
Vergleichbar mit Farbfilm findet sich der Begriff Schwarzweißfilm für die Abfolge von bewegten Bildern aus den Farben Weiß, Schwarz und ihren Grauwerten, zum Beispiel als Kinofilm oder sonstiges Produkt der Filmkunst, aber auch im Schwarz-Weiß-Fernsehen. In diesem Sinne waren praktisch alle Filme vor den 1930er Jahren Schwarzweißfilme, die erst in den 1950er und 1960er Jahren von Farbfilmen – und ab den 1970er Jahren auch vom Farbfernsehen – abgelöst wurden. In der künstlerischen Fotografie konnte der Farbfilm das Schwarzweißmaterial nie vollständig verdrängen, da subtile Schattierungen meist besser zur Geltung kommen, wenn keine zusätzlichen Farbinformationen den Betrachter ablenken. Im Amateurbereich – bei Urlaubsbildern – spielte der Schwarzweißfilm jedoch schon vor der Verbreitung der Digitaltechnik praktisch keine Rolle mehr (außer in Nina Hagens DDR-Schlager „Du hast den Farbfilm vergessen“).
Pioniere des Schwarzweißfilms waren die Brüder Lumière in Frankreich, die Familie Skladanowsky in Deutschland, Birt Acres im Vereinigten Königreich, Hannibal Goodwin in den Vereinigten Staaten.
Schwarzweißfilme werden auch heute noch gedreht. Sie kommen beispielsweise zum Einsatz, wenn sich ein Film mit zwischenmenschlichen Themen beschäftigt und aufwändige Farbbilder von der oft komplizierten Geschichte ablenkten. Solche Filme bleiben oftmals Spartenfilme und laufen in Programmkinos, es gibt jedoch auch bekannte Beispiele modernen Schwarzweißfilms, beispielsweise Schindlers Liste oder Tim Burtons Ed Wood. Dieser Film wurde monochrom gedreht, um ihn an die Zeit, in der die Handlung spielt, anzupassen. Ein anderes Beispiel ist der Film Sin City, der schwarzweiß ist, aber einige farbige Details, wie Augen, Autos oder Blut nutzt (Colorkey-Technik). In der Regel erlauben Schwarzweißfilme eine kontrastreichere Ausleuchtung der Szenen. Dieses Stilmittel ist fast untrennbar mit dem Film Noir verbunden, weshalb auch heute Hommagen an dieses Genre gerne auf Farbfilm verzichten (beispielsweise The Good German). Seltener wird Schwarzweißfilm gemeinsam mit Farbfilm verwendet, um verschiedene Erzählebenen, wie Rückblenden oder eine Geschichte in der Geschichte gegeneinander abzugrenzen (beispielsweise Stalker von Andrei Arsenjewitsch Tarkowski oder die Tatort-Folge Der oide Depp). Darüber hinaus war (wirtschaftlich verwertbarer) Farbfilm bis in die 1980er Jahre deutlich weniger lichtempfindlich, so dass in Situationen, in denen auf künstliche Beleuchtung verzichtet werden musste und das natürliche Licht nicht ausreichte, Schwarzweißmaterial aus technischer Erwägung die einzige Möglichkeit blieb.
Schwarzweißfilme verlangen besondere Aufmerksamkeit des Kameramannes wie auch der Kostüm- und Bühnenbildner. Zwei völlig unterschiedliche Farben sehen in einem Schwarzweißbild exakt gleich aus, wenn sie die gleichen Grauwerte haben. Falls kein Einfluss auf gegebene Körperfarben möglich ist, lässt sich in solchen Fällen der Kontrast durch farbige Filter vor Kameraobjektiv oder Scheinwerfern erhöhen. Der Kameramann und der Beleuchter müssen diese Tatsache bei ihrer Arbeit berücksichtigen und ein kontrastreiches Bild schaffen, damit alle gewünschten Objekte auf dem Bild richtig erkennbar sind.